# Parasarcophaga dambulla
Parasarcophaga dambulla är en tvåvingeart som beskrevs av Andy Z. Lehrer 2008. Parasarcophaga dambulla ingår i släktet Parasarcophaga och familjen köttflugor. Inga underarter finns listade i Catalogue of Life.